# Cà cuống
Lethocerus indicus

Illustration de W. L. Distant,

dans Fauna of British India
Espèce
Lethocerus indicus est une espèce d'insectes hétéroptères, une nèpe (ou « scorpion d'eau ») géante, native du Sud-Est asiatique. Son nom vietnamien est ca cuong. On en tire une essence en collectant les sacs produisant ce liquide sur l'insecte, et le liquide est placé à l'intérieur de petites fioles de verre. Du fait de la rareté de l'insecte en comparaison de la demande pour l'extrait, la plupart du temps, le ca cuong sur le marché est une imitation, et la véritable essence atteint des prix très élevés. Cette essence est typiquement utilisée, avec parcimonie, et mangée avec des bánh cuốn en en ajoutant une goutte à la sauce nuoc mam.

## Autre recette
La punaise est également collectée dans la région de Rangoon en Birmanie (Union du Myanmar) alors qu'elle vole autour des vives lanternes au mercure qui longent les rues. Les insectes sont placés sur des charbons ardents, et on en mange l'intérieur cuit, tout comme on mangerait les parties molles d'un patte de homard ou de crabe. Cette pratique, cependant, n'est pas très répandue.

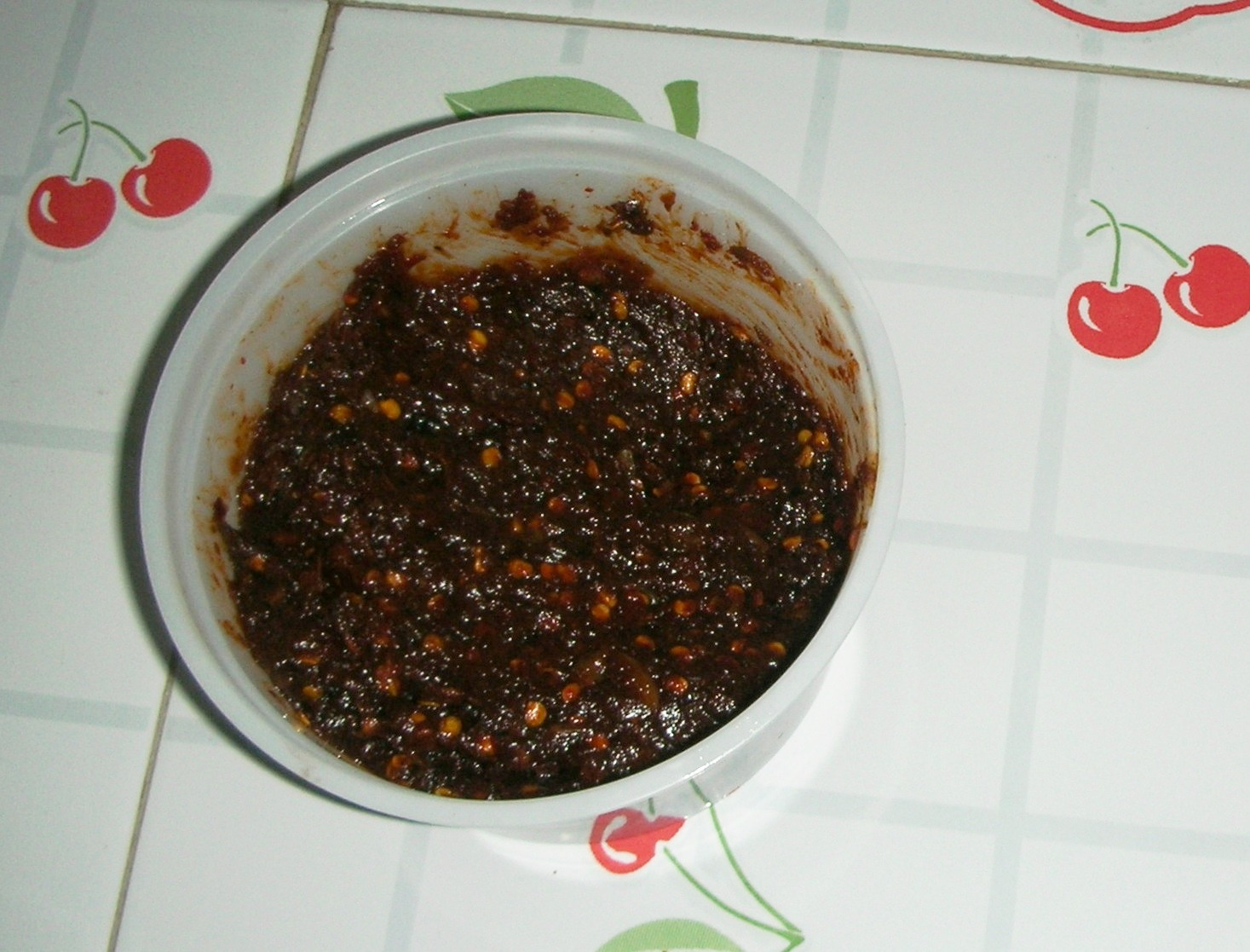
Nam phrik avec des Lethocerus indicus écrasés.
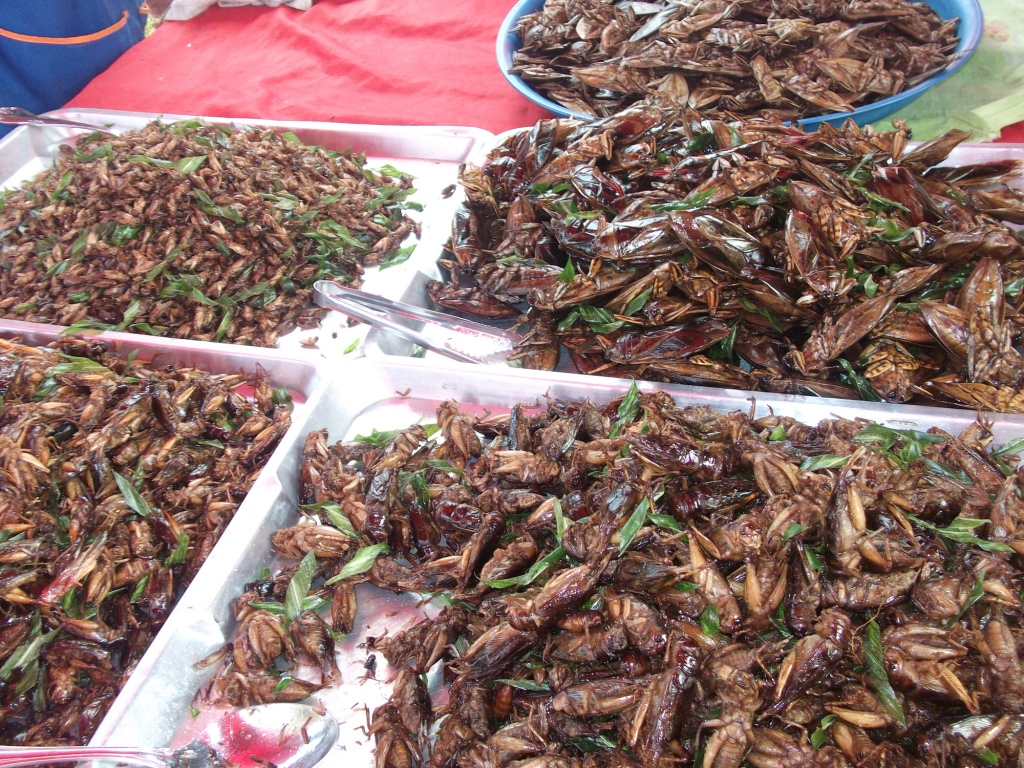
Lethocerus indicus frits, sur un marché de Thaïlande
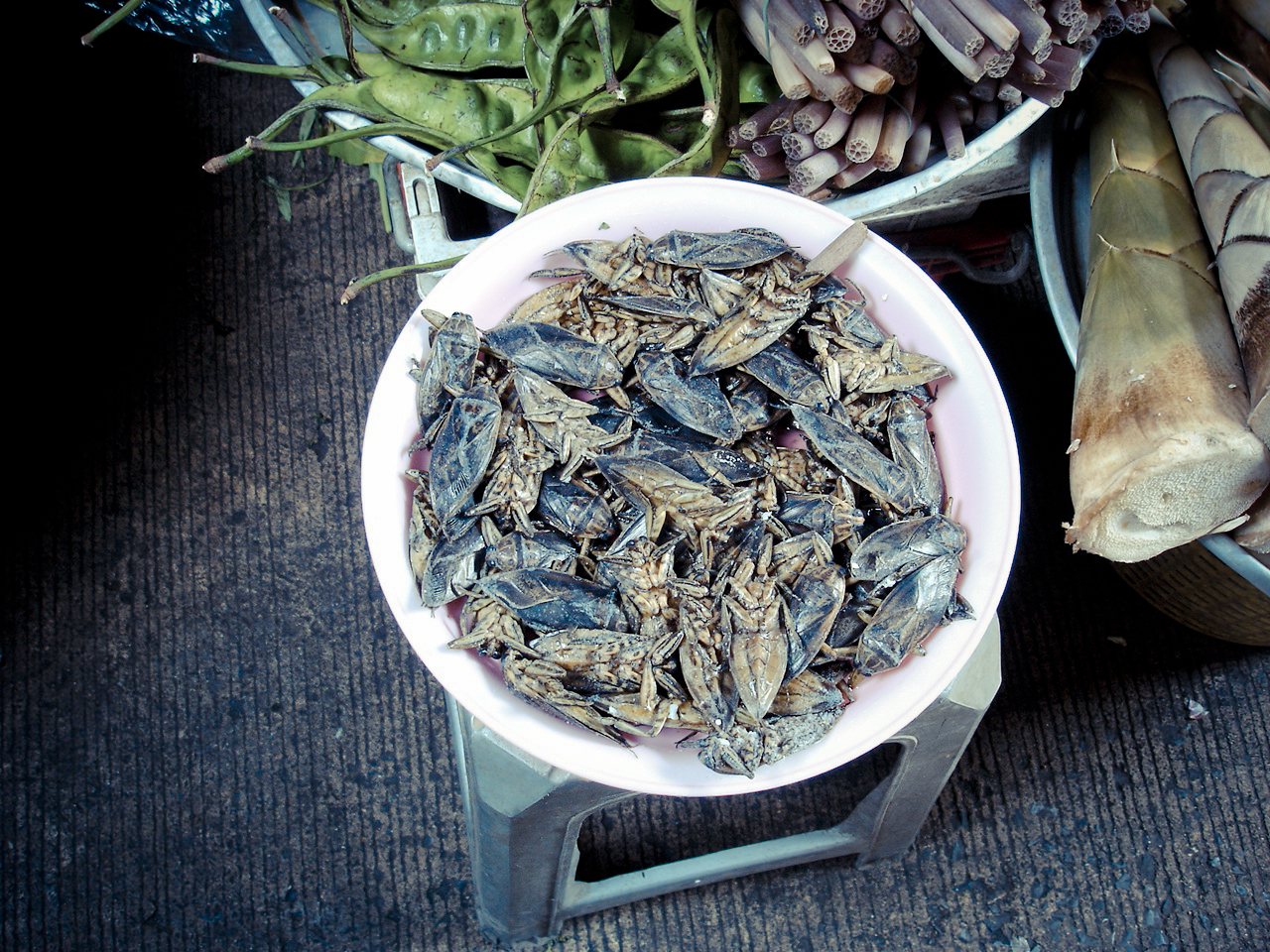
Lethocerus indicus sur un marché à Lopburi, Thaïlande

On la trouve également en Thaïlande, sur l'étal des marchands d'insectes, où elle est frite avec des feuilles de citron kafir et de l'ail à tondre. On mange également l'intérieur de l'insecte en le trempant dans des sauces pimentées, appelées nam phrik.

## L'essence deca cuong
C'est en fait une phéromone servant au mâle à attirer des femelles.

### Anatomie

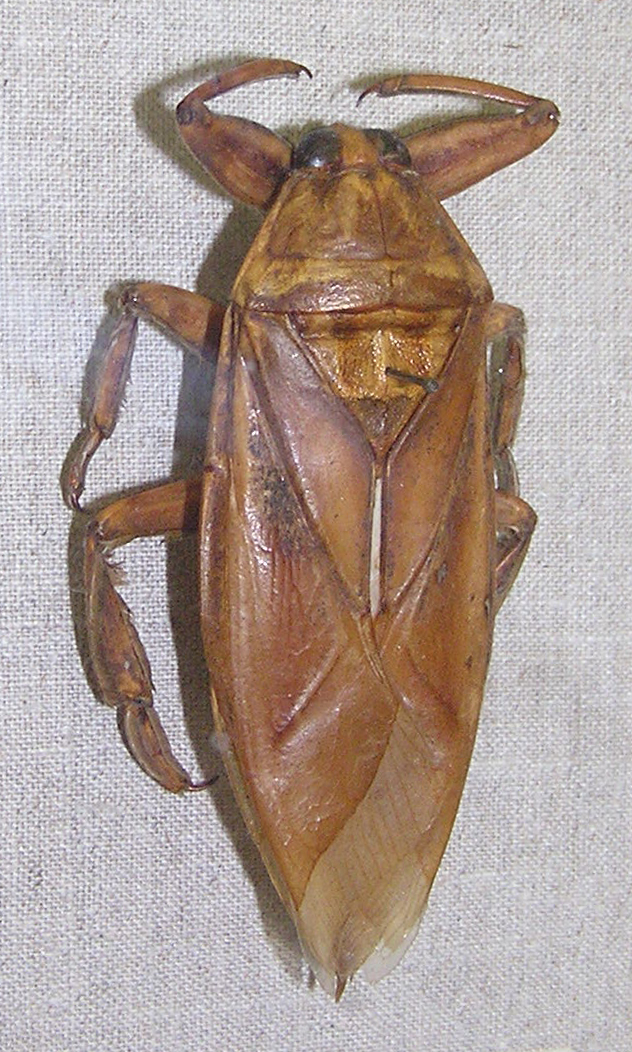
Lethocerus indicus au musée zoologique de Saint-Pétersbourg.

L'appareil digestif du ca cuong est long, environ 45 cm avec le petit tube formant l'œsophage. À l'autre bout du tractus, il y a un gros renflement qui renferme un liquide à odeur forte. Adjacent à celui-ci, il y a deux tubes en forme de pointe que le ca cuong peut étendre ou rétracter. Si l'on tire fortement sur ces tubes, on sera capable de tirer sur l'ensemble de l'appareil digestif de l'insecte. Sous la poitrine de la créature, dans la région anale, on peut voir deux petits tubes (les vésica). Chacune, blanche, mesure 2 à 3 cm de long, 2 à 3 mm de largeur ; à l'intérieur se trouve une substance aromatique liquide, l'essence de ca cuong. Cependant, seuls les mâles sont porteurs de ces organes pleinement développés.

### Valeur
Cette essence est très rare et atteint des prix très élevés. Lors de la guerre du Viêt Nam, certains Vietnamiens, devant l'obligation d'abandonner leur maison, n'emportaient qu'une petite fiole d'essence, qu'ils pouvaient facilement dissimuler dans leurs vêtements et qui leur permettait d'emporter une petite fortune, récupérée lors de sa revente.

## Protection
Le ca cuong est une espèce menacée. Du fait de sa valeur économique dans le pays, il est très recherché et l'insecte tend à se raréfier.